# Jerry Hardin
Jerry Hardin (20 de noviembre de 1929) es un actor estadounidense. Hardin ha aparecido en papeles de cine y televisión, incluido el personaje apodado Garganta Profunda en The X-Files.
Hardin nació en Texas y estudió actuación en la Real Academia de Arte Dramático de Londres antes de comenzar su carrera como actor en Nueva York. Está casado y tiene dos hijos, uno de los cuales es la actriz Melora Hardin.

## Primeros años
Jerry Hardin nació en Dallas el 20 de noviembre de 1929. Su padre era un ranchero, y Jerry pasó su juventud activamente involucrado con su iglesia local y actuando en obras de teatro escolares. Asistió a la Southwestern University en Georgetown, Texas, con una beca antes de continuar sus estudios en la Real Academia de Arte Dramático de Londres, donde obtuvo una beca a través del Programa Fulbright. Pasó varios años allí antes de regresar a los Estados Unidos para comenzar a actuar en Nueva York, actuando en el teatro regional durante doce años.

## Carrera
Hardin comenzó a actuar en televisión en la década de 1950, principalmente en papeles de personajes secundarios. Amasó más de cien apariciones a principios de la década de 1990, además de más de setenta y cinco créditos teatrales a principios de la década de 1960. Sus apariciones en televisión incluyen papeles en la serie del oeste de 1976 Sara, World War III, Star Trek: The Next Generation, Star Trek: Voyager, Sliders y Lois & Clark: The New Adventures of Superman. Hardin apareció en películas como Thunder Road (1958), Our Time (1974), The Rockford Files (1977), Chilly Scenes of Winter (1979), 1941 (1979), Reds (1981), Missing (1982), Tempest (1982), Honkytonk Man (1982), Cujo (1983), Mass Appeal (1984), Warning Sign (1985), Big Trouble in Little China (1986), Let's Get Harry (1986), Wanted Dead or Alive (1987) , Little Nikita (1988), The Milagro Beanfield War (1988), Blaze (1989), The Hot Spot (1990), The Firm (1993).

## Garganta Profunda
Su papel en la película The Firm de 1993 le ganó a Hardin la atención del guionista de televisión Chris Carter, quien lo eligió para el papel recurrente de Garganta Profunda en la serie The X-Files. Hardin creía que su aparición inicial en el segundo episodio de la primera temporada, que se emitió el 17 de septiembre de 1993, sería un papel único, pero pronto se encontró viajando regularmente al lugar de rodaje de la serie en Vancouver con poca antelación. Después de filmar la muerte del personaje en el final de la primera temporada, «The Erlenmeyer Flask», Hardin brindó con champán y Carter le dijo que «nadie muere realmente en The X-Files». Como tal, Hardin hizo varias apariciones más como Garganta Profunda después de esto, visto en visiones en «The Blessing Way» de la tercera temporada y en «The Sixth Extinction II: Amor Fati» de la séptima temporada, en flashbacks de «Musings of a Cigarette Smoking Man» en la cuarta temporada, y como una de las apariencias asumidas por un extraterrestre que cambia de forma en el final de la tercera temporada, «Talitha Cumi».

## Vida personal
Hardin está casado y tiene dos hijos. Su esposa Diane (de soltera Hill) es entrenadora de actuación. A pesar de la afirmación de Hardin de que «hizo todo lo posible para disuadir a mis propios hijos de que lo hicieran», su hija Melora Hardin también es actriz, conocida por papeles como Trudy Monk en Monk y Jan Levinson en The Office, y su hijo Shawn Hardin trabajó para el estudio de televisión NBC.